# Wróbel (nazwisko)
Wróbel – Nazwisko pochodzi od nazwy osobowej Wróbel, pochodzącej od rzeczownika wróbel
Na początku lat 90. XX w. nazwisko to w Polsce nosiło 44 010 osób, głównie na południu, a najmniej w środkowo-północnej części kraju (województwo włocławskie, województwo łódzkie i ciechanowskie – po mniej niż 200 osób).  Najwięcej (tj. 5 512) mieszkało w ówczesnym województwie katowickim, a na drugim miejscu w bielskim (2154), podczas gdy na trzecim miejscu było województwo warszawskie. Według danych z systemu PESEL w 2002 nosiło je 1127 osób w Warszawie i 930 w Krakowie, a w większych liczbach także w dużych miastach południowej Polski i w rejonie żywiecko-wadowickim. W całej Polsce nosiło je 25 908 kobiet i 25 186 mężczyzn, co czyniło je 15. w kolejności nazwiskiem w Polsce.
W Stanach Zjednoczonych nazwisko w pisowni Wrobel noszą głównie osoby pochodzenia polskiego lub żydowskiego (aszkenazyjskiego). Najwięcej rodzin o tym nazwisku notowano w 1920. W rejestrach występowało ich wówczas 253, z czego 23% w stanie Illinois, a po kilkanaście procent w stanach Michigan i Nowy Jork. W 1880 było ich 41, z czego ponad połowa w stanie Michigan.

## Osoby o nazwisku Wróbel
- Agata Wróbel – sztangistka
- Andrzej Wróbel (ujednoznacznienie)
- Bartłomiej Wróbel – hokeista
- Bogdan Wróbel – rugbysta
- Eugeniusz Wróbel – były wiceminister transportu
- Feliks Wróbel – major artylerii Wojska Polskiego
- Grzegorz Wróbel – trener piłki siatkowej
- Henryk Wróbel (ujednoznacznienie)
- Jacek Wróbel – artysta grafik, malarz, konserwator zabytków
- Jan Wróbel – dziennikarz, historyk
- Jan Wróbel – leśnik, urzędnik państwowy
- Jerzy Wróbel (ujednoznacznienie)
- Józef Wróbel (ujednoznacznienie)
- Katarzyna Wróbel – polska judoczka
- Krzysztof Wróbel – snookerzysta
- Leon Wróbel – żeglarz, olimpijczyk
- Leopold Wróbel – malarz prymitywista, członek Grupy Janowskiej
- Magdalena Wróbel – modelka
- Marek Wróbel (ujednoznacznienie)
- Marcin Wróbel (ujednoznacznienie)
- Marian Wróbel – szachista
- Marzena Wróbel – polityk
- Paweł Wróbel – malarz
- Piotr Wróbel (ujednoznacznienie)
- Roksana Jędrzejewska-Wróbel – pisarka, literaturoznawca
- Stanisław Wróbel (ujednoznacznienie)
- Tadeusz Wróbel (ujednoznacznienie)
- Tomasz Wróbel – hematolog
- Tomasz Wróbel – piłkarz
- Walerian Wróbel – robotniki przymusowy
- Wanda Wróbel-Stermińska – botanik
- Wiktor Wróbel – rolnik, polityk
- Zdzisław Wróbel – pisarz, eseista i dziennikarz